# Jan Valentijn Bisschop
Jan Valentijn Bisschop (Brugge, 18 juni 1586 - Kortrijk, 15 mei 1636) was een West-Vlaams jezuïet en missionaris.

## Levensloop
Bisschop werd jezuïet en geloofsprediker. Zijn predicaties werden gepubliceerd.
Hij verbleef zeven jaar als missionaris in Noord-Nederland, als lid van de 'Missio Hollandica'. Hij genoot er grote bijval en men onderstreepte zijn verzorgde stijl.
Hij overleed tijdens een pestepidemie.

## Publicaties
- Den lof der suyverheydt, 2 delen, 1625.
- De Geestelycke oefeningen en de reghel der maegden, 1627.